# Eduard Lipp
Eduard Lipp (* 20. Februar 1831 in Wundschuh; † 30. Dezember 1891 in Graz) war Arzt und Abgeordneter zum Österreichischen Abgeordnetenhaus.

## Leben
Eduard Lipp war ein uneheliches Kind. Die Mutter war angeblich Bernardine Mandelstein, der Pate der Arzt Johann Lipp, der wohl sein Stief- bzw. leiblicher Vater war. Er besuchte von 1842 bis 1848 das Akademische Gymnasium in Graz und ging danach nach Wien, wo er an der Universität Wien Medizin studierte. Im Jahr 1857 promovierte er dort zum Dr. med. und begann im selben Jahr als Sekundararzt am Wiedner Krankenhaus in Wien. Schon im Jahr 1864 wurde er Primar der Abteilung für Syphilis und Hautkrankheiten. 1871 wurde er Leiter und zwischen 1873 und 1891 Direktor des allgemeinen Krankenhauses in Graz. Ab dem Jahr 1864 war er auch Privatdozent und ab 1873 außerordentlicher Professor für Dermatologie und Syphilis an der Universität Graz.
Im Jahr 1869 war er Mitgründer und Obmann-Stellvertreter, später auch mehrfach Obmann des Steiermärkischen Volksbildungsvereins. In den Jahren 1869, 1884 und 1888 bis 1891 war er auch Obmann des Vereins der Ärzte in der Steiermark. Im Jahr 1889 war er Mitgründer und von 1890 bis 1891 Präsident der Deutschen Dermatologischen Gesellschaft.
Er war römisch-katholisch und blieb zeit seines Lebens ledig.
Von 1870 bis 1890 war er Mitglied im Steiermärkischen Landtag (III., IV., V. und VI. Wahlperiode). Von 1867 bis 1870 war er auch im Gemeinderat von Graz tätig.

## Politische Funktionen
Eduard Lipp war vom 15. September 1870 bis zum 10. August 1871 Abgeordneter des Abgeordnetenhauses im Reichsrat (III. Legislaturperiode). In der IV. Legislaturperiode war er vom 27. Dezember 1871 bis zu seinem Rücktritt am 4. Dezember 1872 tätig. Grund für den Rücktritt waren vermehrte öffentliche Berufsgeschäfte. Er wurde aber nur wenige Tage später, am 17. Dezember 1872, wiedergewählt und war noch bis zum 7. September 1873 Abgeordneter.
Er vertrat im Abgeordnetenhaus in beiden Legislaturperioden das Kronland Steiermark, Wählerklasse Städte und Märkte (Bruck an der Mur, Mürzzuschlag, Mariazell, Kapfenberg, Kindberg, Leoben, Vordernberg, Eisenerz, Trofaiach, Judenburg, Knittelfeld, Oberzeiring, Obdach, Weißkirchen, Liezen, Aussee, Rottenmann, Admont, Schladming, Gröbming, Murau, St. Lambrecht, Neumarkt, Oberwölz, St. Peter, Unzmarkt).

## Klubmitgliedschaften
Eduard Lipp war ab Ende April 1871 Mitglied im Klub der äußersten Linken und ab dem 17. Januar 1872 im Klub der Verfassungspartei.